# Helional
L'helional (de l'heliotropina, de la qual es deriva habitualment) és un compost químic utilitzat com a perfum en sabó i detergent de roba. Químicament és un aldehid amb motiu d'hidrocinamaldehid; un element estructural que està present en una sèrie d'altres fragàncies i olors comercials importants.

## Síntesi
Existeixen diverses vies sintètiques, però la més comuna és una condensació aldòlica creuada entre piperonal (heliotropina) i propanal seguida d'hidrogenació selectiva de l'alquè intermedi que produeix un producte racèmic.